# Almwirtschaft im Toten Gebirge

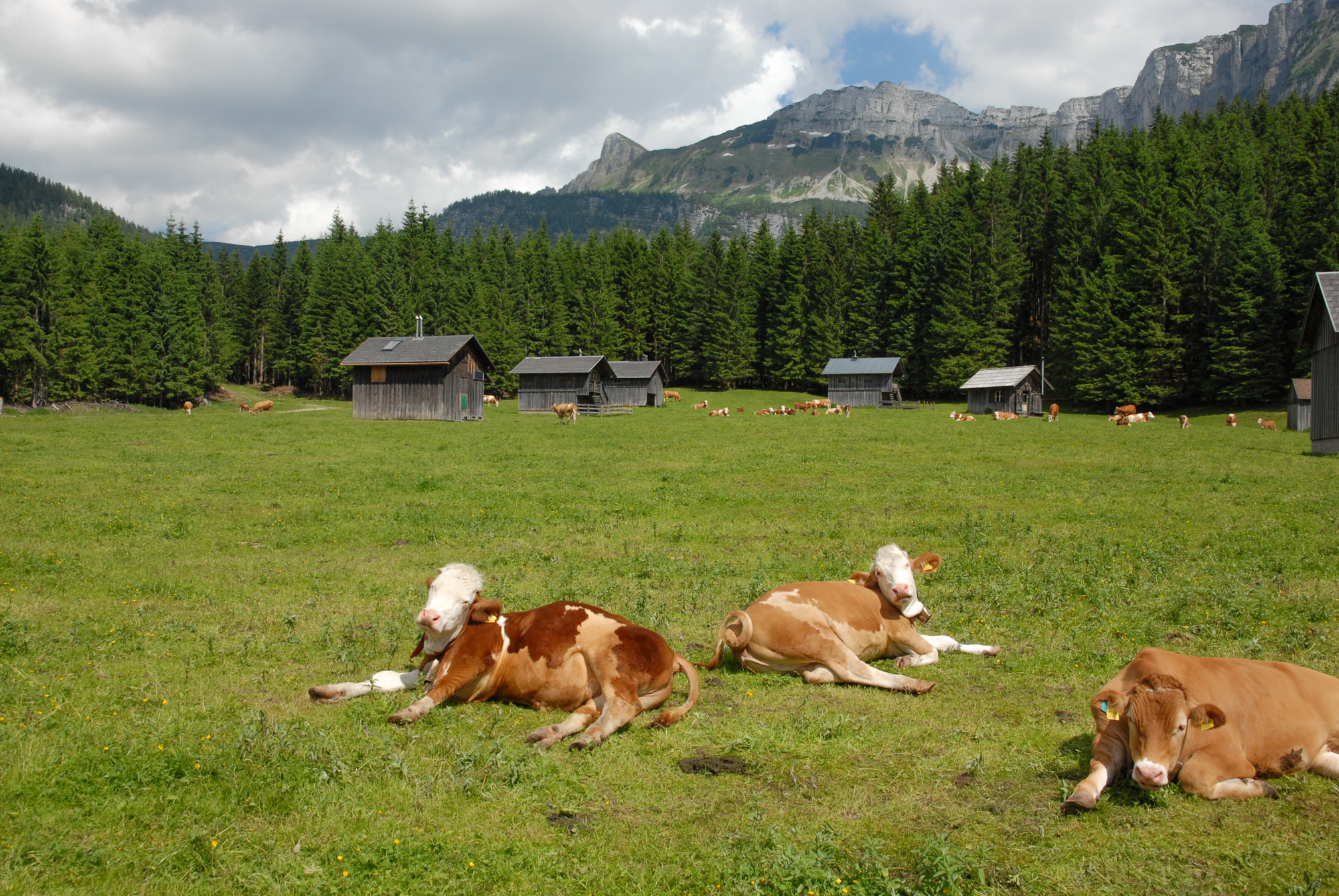
Alpenfleckvieh in der Blaa-Alm mit Greimuth im Hintergrund

Die Almwirtschaft im Toten Gebirge ist die extensive Weidewirtschaft auf Almen im Toten Gebirge. Aufgrund der starken Verkarstung des Gebirges sind die Almen der Hochlagen kleiner als die Almen in den zentralen Ostalpen und an das spärlich vorhandene Oberflächenwasser gebunden. Gehalten werden meist Rinder. Das westliche Tote Gebirge liegt im Salzkammergut, wo der Großteil des Gebiets im Besitz der Österreichischen Bundesforste ist und Servitutsalmen vorherrschend sind. In der Warscheneckgruppe im Osten nimmt der Anteil der Almen im Privatbesitz zu.

## Geologie

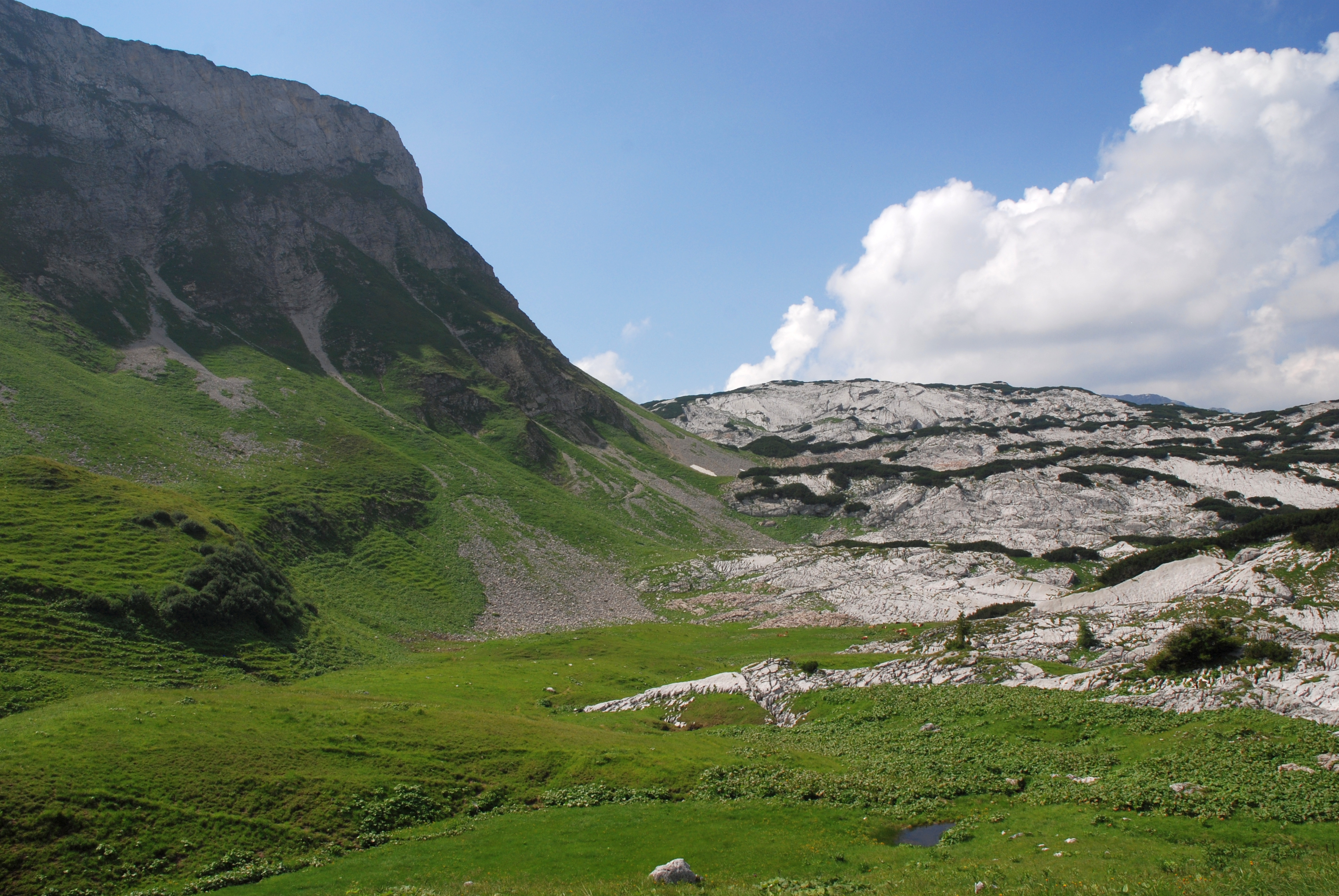
Die Große Wies nördlich des Wildgößl, links Wiesen auf Oberalmer Schichten, rechts nackter Karst des Dachsteinkalks

Das Tote Gebirge besteht überwiegend aus mesozoischen Kalken und Dolomiten der Trias und des Jura, die vor rund 210 bis 135 Millionen Jahren abgelagert wurden. Die tiefgründig verkarsteten Kalke entwässern größtenteils unterirdisch. Die Entstehung von Wiesen ist an das Vorhandensein von wasserstauenden bzw. oberflächlich entwässernden Schichten gebunden.
Die Gutenstein-Formation (Anis) findet sich am Nordfuß des Gebirges im Almtal wie auch im Süden auf der Teltschenalm am Kampl oder der Vorderen Sandlingalm. Wasserstauende Lunzer Schichten (Karn) treten ausgeprägt bei der Hagsteinalm (Hochsteinalm) und Bärenalm in der Warscheneckgruppe zu Tage. Der Hauptdolomit (Nor) entwässert größtenteils oberflächlich. Er bildet die weiten Almgebiete im Bereich der Niederhüttenalm. Stellenweise liegt rötlicher, fossilreicher Hierlatzkalk (Unterjura) dem Dachsteinkalk auf, etwa auf der Wurzeralm oder in der Umgebung der Pühringerhütte. Kalke aus dem Jura bilden das Südwestplateau der Prielgruppe. Die hornsteinführende Oberalm-Formation (Kimmeridgium) neigt zur Vergrasung und Wiesenbildung. Sie bildet die großen Almen vom Loserkamm bis zum Salzofen.

## Böden
Für die Abdichtung von Karsthohlformen spielt eingepresstes Moränenmaterial der letzten Eiszeit eine besondere Rolle. Das tonige Lockermaterial ermöglicht das Aufkommen von Wiesenflächen, die die Grundvoraussetzung für eine Weidewirtschaft sind. So finden sich auf der Augstwiesalm mehrere Quellen und Lacken. Ältere Paläoböden wie Kalksteinbraunlehm oder Rotlehmböden finden sich im Toten Gebirge nur in geschützten Geländemulden, wie Dolinen oder Kluftgassen, die von der Gletschererosion verschont blieben. Es handelt sich bei diesen Böden nicht nur um unlösliche Lösungsrückstände als Folgeerscheinung der Kalkstein-Verwitterung, sondern um mehrmals umgelagerte Bodenbildungen unterschiedlichen Alters. Da es sich beim Dachsteinkalk um einen sehr reinen Kalkstein handelt, müsste in der Nacheiszeit 5 bis 10 Meter Kalkstein gelöst worden sein, um nur 20 cm Lösungsrückstand zu bekommen. Verwitterungsrückstände von Augenstein-Ablagerungen und Werferner Schichten müssen daher auch zur Bodenbildung beigetragen haben. Ebenso dürfte der Eintrag von Flugstaub eine Rolle spielen. Der Schutz dieser Bodenbildung ist wegen ihrer förderlichen Staunässe-Eigenschaften besonders wichtig, da ohne sie die spärliche almwirtschaftliche Nutzung des Karstplateaus ausgeschlossen wäre.

## Wasserversorgung

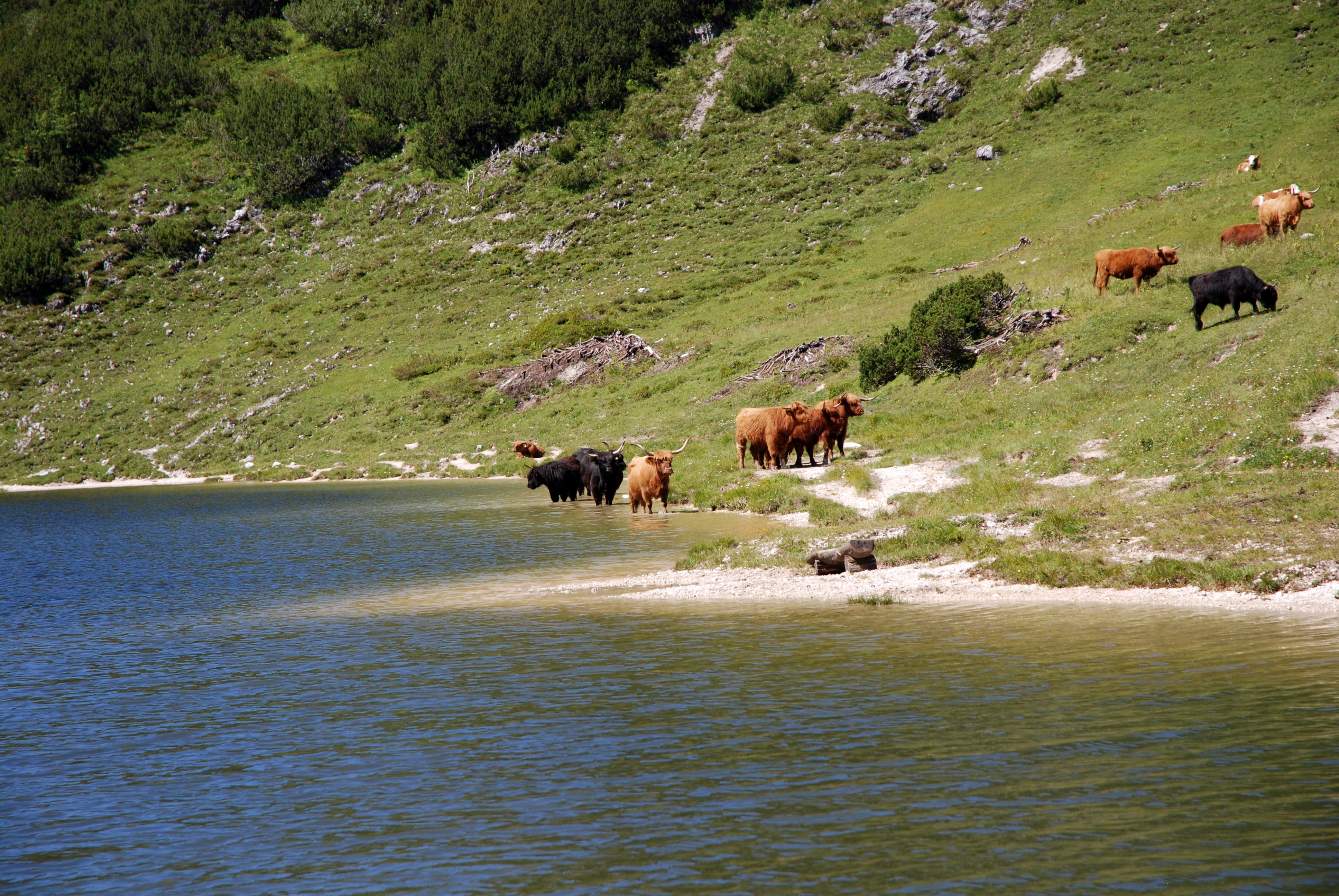
Schottische Hochlandrinder am Wildensee

Almen wurden grundsätzlich in der Nähe von Bächen, Seen, Lacken oder Quellen angelegt, denn das Almvieh und die Milchverarbeitung verbrauchten viel Wasser. Eine Kuh braucht täglich außer dem taufeuchten Gras etwa 20 bis 30 Liter Wasser. Besonders im wasserarmen Toten Gebirge wurden Quellen gefasst und das Waser in Brunntröge gesammelt. Wasserlacken dienten als Tränke für die Tier. Um möglichst genug Wasser zu haben, baute man in der nächsten Nähe der Almhütten auch zisternenartige Wasserstuben, wo das Regenwasser gesammelt wurde. Nach längeren Regenpausen musste das Wasser rationiert und oft von weither getragen werden. Auf den verkarsteten Hochalmen wurde auch Schneewasser verwendet. Dazu wurde der Schnee auf Holzrinnen gelegt und das geschmolzenen Wasser in einen Brunnentrog geleitet. Auf der Hutterer Höß befindet sich der Schneeofen, eine Senke in der bis in den Spätsommer Schnee liegt. In besonders trockenen Sommern wurde dort in großen Kupferkesseln Schnee geschmolzen, um damit die Kühe zu tränken.

## Nutzung
Die Zahl und die Fläche der bewirtschafteten Almen waren im 19. Jahrhundert deutlich größer als heute. Bei einer Bestandsaufnahme von 1843 wurden für das Ausseerland 21 Niederalmen, 25 Hochalmen, Weiderechte für 2535 Rinder und 2349 Schafe sowie 532 Hütten angegeben. Zum Teil wird versucht, durch Almrevitalisierungen ehemalige Almflächen wieder nutzbar zu machen, wie im Falle der Spintriegel- und der Poppen-Alm bei Hinterstoder. Derzeit werden im oberösterreichischen Teil des Toten Gebirges 22 Almen mit etwa 720 Rindern bewirtschaftet. Im steirischen Salzkammergut werden von den 51 Almen 26 mit etwa 830 Rindern bewirtschaftet.

## Vieh

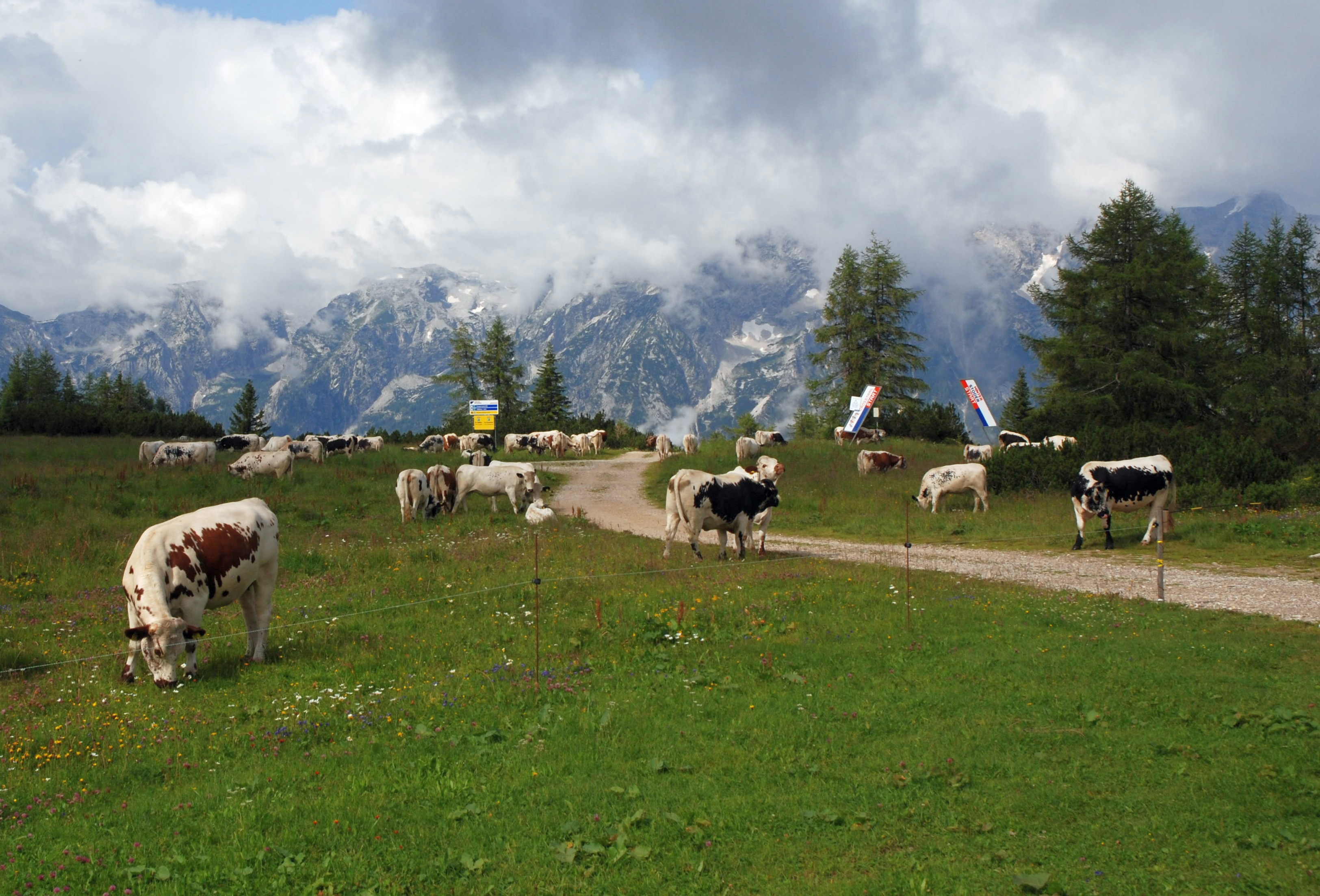
Pustertaler Sprinzen auf der Hutterer Höss

Meistens werden auf Almen keine Milchkühe mehr gehalten, sondern ausschließlich Galtvieh. Auf den Almen werden Alpenfleckvieh (Kreuzungen zwischen Ennstaler Bergschecken, Pinzgauern und Simmentalern), Pinzgauer, Tiroler Grauvieh und seltener auch Schwarzbunte gehalten. In Zunahme begriffen ist auch die Haltung der urtümlichen und pflegeleichten Schottischen Hochlandrinder, wie etwa auf der Gameringalm oder der Wildenseealm. Selten werden auch Pferde und Schafe auf den Almen gehalten.

## Almhütten
Typisch für die Almen im Salzkammergut ist die große Anzahl meist kleiner Hütten. Dies spiegelt die oft kleinen Hofgrößen und die große Zahl der Auftriebsberechtigten wider. Die dorfähnliche Ansammlung der Hütten wird Hüttstatt genannt. Um den Holzbedarf zu verringern, herrschten strenge Vorschriften für die Errichtung von Hütten. Die Dachneigung musste mindestens 45° betragen und die Hütten wurden zweistöckig erbaut. Im Erdgeschoss befindet sich der Stall für das Vieh und im ersten Stock der Wohnraum für die Almbewirtschafter. So wurde nur ein Dach für zwei Zwecke benötigt.

## Geschichte
Eine erste Weidewirtschaft aus dem Spätneolithikum konnte für die Wurzeralm nachgewiesen werden. Pollenanalytische Untersuchungen zeigten, dass in der Zeit zwischen 2160 und 2775 v. Chr. der Anteil der Fichte plötzlich sinkt (Rodungszeiger) und der Anteil von Wegerich, Brennnessel und Ampfer steigt (Weidezeiger). Daraus kann geschlossen werden, dass für die Almwirtschaft nicht nur natürlich baumfreie Fläche genutzt wurden, sondern der Wald auch gerodet wurde.
Eine römerzeitliche Siedlung befand sich am Michlhallberg am südlichen Abhang des Sandlings im Gemeindegebiet von Altaussee. Vermutlich wurde hier bereits im 2. und 3. Jahrhundert n. Chr. Salzbergbau betrieben, obwohl dieser erst 1147 urkundlich erwähnt wird. Neben einer großen Anzahl von Hipposandalen wurden auch bronzene Viehglocken gefunden. Diese wurden aufgrund ihrer geringen Größe höchstwahrscheinlich für Ziegen und Schafe genutzt. Zu dieser Zeit muss es für die Versorgung der Salzbergarbeiter bereits Bauernhöfe mit Almen auf den umliegenden Bergen gegeben haben. Im Salzkammergut entwickelte sich seit dem 13. Jahrhundert eine kleinstrukturierte Landwirtschaft. Die Bauern waren in erster Linie in den Bergwerken, Salinen und als Holzknechte tätig. Ein kleines Bauerngut, das sogenannte Gütl, diente nur zur Eigenversorgung. Oft wurde auch ein Almrecht (Servitut) zuerkannt. Trotzdem war oft nur ein Nebenerwerbsbauertum möglich. Daraus resultierten einige Eigenheiten, die sich im Rest des Alpenraums nicht finden. Jeder Almberechtigte versuchte eine eigene kleine Hütte zu errichten, was zur Entstehung kleiner Almdörfer führte. Da die Männer während der Woche nicht zuhause waren, verrichteten vor allem die Frauen die Arbeit auf den Almen. 1250 wurde die Burg Pflindsberg zum Schutz der Salinen und Saumwege erbaut. Im Pflindsberger Urbar von 1447 sind bereits folgende Almen im Toten Gebirge erwähnt: Bräuningalm, Egglgrubenalm, Augstalm, Gschwandtalm, Schwarzenbergalm, Sandlingalm, Rettenbachalm, Wildenseealm, Augstwiesalm, Henaralm, Brunnwiesenalm, Breitwiesenalm und Schoberwiesenalm.